# The Copyrights
Pour les articles homonymes, voir Copyright.
The Copyrights est un groupe américain de punk rock, originaire de Carbondale, dans l'Illinois. Il est composé d'Adam Fletcher (chant, basse), Brett Hunter (chant, guitare), Kevin Rotter (chant, guitare) et Luke McNeill (batterie) ; et est actuellement signé sur Fat Wreck Chords. Ils sont connus pour ce que l'Alternative Press appelle « à la fois un pop punk de fainéant, un peu comme les débuts de Green Day, avec l'éclat légèrement plus raffiné de Teenage Bottlerocket ou des [récents] Bouncing Souls. »

## Histoire
Les Copyrights sont formés en 2002 à Carbondale, dans l'Illinois. Peu de temps après, la scène punk était « en effervescence à propos de ces enfants du sud de l'Illinois qui redéfinissaient le pop punk avec des paroles amusantes, de gros refrains contagieux avec lesquels on ne pouvait s'empêcher de chanter. »
En 2003, ils sortent leur premier album, We Didn't Come Here to Die, produit par Mass Giorgini. Leur album suivant, Mutiny Pop, sort en 2006. Après la sortie de Make Sound en 2007, PunkNews les qualifie de « l'un des meilleurs groupes pop-punk. » Learn the Hard Way suit en 2008. Le périodique de divertissement indépendant Verbicide qualifie le cinquième album, North Sentinel Island, sorti en 2011, de « bout de power-punk plus profond que d'habitude. »
Le groupe sort l'EP No Knocks chez Fat Wreck Chords, une sortie que New Noise Magazine qualifie de « continuation de la même pop punk de grande qualité que The Copyrights propose depuis plus de 12 ans maintenant. » Dans leur critique, Alternative Press déclare que la tâche difficile d'écrire de la musique entraînante est l'un des « quatre composants pop-punk de l'Illinois que The Copyrights ont maîtrisés tout au long de la dernière décennie depuis leurs humbles débuts. » L'album suivant du groupe, Report, sort le 26 août 2014 sur Red Scare Industries. Le label Vice Noisey qualifie l'album de « ce qui maintient le pop punk en vie. Le bon pop punk, en tout cas. »
En 2019, le groupe sort une collaboration avec Kepi Ghoulie des Groovie Ghoulies, une reprise entièrement refaite de l'album classique des Ghoulies, Re-animation Festival. Faisant référence à son lien personnel avec l'album original dans sa critique de Razorcake, Kayla Greet déclare que « cette réimagination de l'un de mes disques préférés me fait en fait aimer davantage The Copyrights. »
Le groupe a tourné avec Kepi Ghoulie, Masked Intruder, The Falcon, et Teenage Bottlerocket. En 2012, le groupe joue au premier festival de rock belge, Groezrock. Au fil des années, The Copyrights ont été en tête d'affiche dans des festivals comme l'Insubordination Fest de Baltimore, Bergame, le Punk Rock Raduno en Italie, et The Fest de Gainesville.
En août 2021, le groupe annonce sa signature avec Fat Wreck Chords, et la sortie de son septième album studio, Alone in A Dome en octobre de la même année. PunkNews attribue à l'album une note de quatre étoiles sur cinq.

## Discographie

### Albums studio
- 2005 : We Didn't Come Here to Die (Insubordination Records)
- 2006 : Mutiny Pop (Insubordination Records)
- 2007 : Make Sound (Red Scare Industries)
- 2008 : Learn the Hard Way (Red Scare Industries)
- 2011 : North Sentinel Island (Red Scare Industries)
- 2014 : Report (Red Scare Industries)
- 2021 : Alone in a Dome (Fat Wreck Chords)

### EP
- 2004 : Button Smasher (It's Alive Records)
- 2005 : Nowhere Near Chicago (It's Alive Records)
- 2009 : Chicago Smasher (It's Alive Records)
- 2011 : Crutches (It's Alive Records)
- 2014 : No Knocks (Fat Wreck Chords)

### Splits
- 2005 : Handclaps and Bottlecaps (It's Alive Records (split avec Zatopeks)
- 2008 : The Methadones/The Copyrights (Transparent)
- 2009 : Songs About Fucking Up (It's Alive Records (split avec The Dopamines)
- 2009 : The Copyrights/The Brokedowns (No Idea Records)
- 2011 : The Copyrights/Grey Area/The Reveling/Luther (Black Numbers Records)

### Apparitions
- 2013 : Shit's Fucked (It's Alive Records)